# 莆田历任行政长官列表
下表列出闽侯专区、莆田地区及莆田市的历任行政长官：
- 福建省第四行政督察专员公署
  - 陈亨沅，1949年9月-1950年4月在任。
- 闽侯行政督察专员公署
  - 陈亨沅，1950年4月-1950年8月在任。
  - 温附山，1950年8月-1950年9月代理。
- 闽侯区专员公署
  - 温附山，1950年9月-1950年11月代理。
  - 温附山，1950年11月-1952年4月在任。
  - 郝可铭，1952年4月-1952年12月在任。
  - 李　毅，1952年12月-1955年3月在任。
- 闽侯专员公署
  - 李　毅，1955年3月-1956年6月在任。
  - 1956年6月-1959年8月撤销
  - 李　毅，1959年8月-1968年6月在任。
- 闽侯专区革命委员会
  - 王荣森，1968年10月-1968年10月在任。
  - 于英川，1968年10月-1969年1月在任。
  - 韩依民，1969年1月-1971年6月在任。
- 闽侯地区革命委员会
  - 韩依民，1971年6月-1975年3月在任。
  - 肖文玉，1975年3月-1976年6月在任。
  - 曹玉昆，1976年9月-1977年8月在任。
  - 申九顺，1977年9月-1978年3月在任。
- 莆田地区行政公署
  - 申九顺，1978年3月-1979年2月在任。
  - 荆利九，1979年2月-1980年3月在任。
  - 常登榜，1980年4月-1980年8月在任。
  - 王培祥，1981年8月-1983年10月在任。
- 莆田市人民政府
  - 王文泰，福建晋江人，1983年12月-1984年12月在任。
  - 陈桂宗，福建惠安人，1984年12月-1990年12月在任。
  - 许开瑞，福建泉州人，1990年12月-1992年4月在任。
  - 吴建华，福建仙游人，1992年4月-1998年8月在任。
  - 陈少勇，福建龙海人，1998年8月-2002年5月在任。
  - 詹　毅，福建福安人，2002年5月-2006年8月在任。
  - 张国胜，福建平和人，2006年8月-2010年4月在任。
  - 梁建勇，山西阳城人，2010年5月-2013年2月在任。
  - 翁玉耀，福建福清人，2013年2月-2016年8月在任。
  - 李建辉，福建厦门人，2016年8月-2021年8月在任。
  - 林旭阳，福建莆田人，2021年8月上任。